# Crofton (Columbia Britannica)
Crofton è una piccola città costiera che fa parte del Distretto di North Cowichan sulla parte meridionale dell'Isola di Vancouver, in Columbia Britannica. La città contava una popolazione di 1373 persone nel 2016. Si trova a circa 74 km a Nord  di Victoria.